# Liste der Nummer-eins-R&B-Hits in den USA (1944)
Dies ist eine Liste der Nummer-eins-Hits der von Billboard ermittelten Harlem Hit Parade in den USA im Jahr 1944. Diese Charts gelten als Vorgänger der Billboard R&B-Charts. In diesem Jahr gab es fünfzehn Nummer-eins-Songs.

| ← 1943 ← | Liste der Nummer-eins-R&B-Hits in den USA | Liste der Nummer-eins-R&B-Hits in den USA                              | Liste der Nummer-eins-R&B-Hits in den USA                                          | 1945 → |
| \| Zeitraum \| Wo. ges. \| Interpret \| Titel Autor(en) \| Zusätzliche Informationen \| \| (Zeitraum, Wochen auf Platz eins, Interpret, Titel, Autor[en], zusätzliche Informationen) \| \| \| \| \| \| ----------------------------------------------------------------------------------------- \| -------- \| ---------------------------------------------------------------------- \| ------------------------------------------------------------------------------------- \| ------------------------------------------------------------------------------------------------------------------------------------------------------------------------------------------------------------------------------------------- \| \| 1. Januar 1944 – 7. Januar 1944 1 Woche (insgesamt 1) \| 1 \| Louis Jordan & his Tympany Five \| Ration Blues[1] Louis Jordan, Antonio Cosey, Collenane Clark \| - \| \| 8. Januar 1944 – 14. Januar 1944 1 Woche (insgesamt 2) \| 2 \| Ella Mae Morse with Dick Walters & his Orchestra \| Shoo-Shoo Baby (From the Universal Picture "Three Cheers for the Boys")[2] Phil Moore \| Version des Stückes aus der Universal-Produktion Follow the Boys (1944, Regie: A. Edward Sutherland)[3], die im Original von The Andrews Sisters präsentiert wurde. \| \| 15. Januar 1944 – 21. Januar 1944 1 Woche (insgesamt 1) \| 1 \| Duke Ellington & his Famous Orchestra, Trumpet Solo by Cootie Williams \| Do Nothin' till You Hear from Me[4] Duke Ellington \| - \| \| 22. Januar 1944 – 28. Januar 1944 1 Woche (insgesamt 1) \| 1 \| Johnny Mercer with Paul Weston & his Orchestra \| G.I. Jive[5] Johnny Mercer \| Das Lied beschreibt den Tag des zum Militär angeworbenen Mannes in der Grundausbildung mit solchen Zeilen wie „Met a gal in calico, down in Santa Fe / Used to be her Sunday beau til I rode away. / Do I want her, do I want her love?“[6] \| \| 29. Januar 1944 – 10. März 1944 6 Wochen (insgesamt 7) \| 7 \| Duke Ellington & his Famous Orchestra, Trumpet Solo by Cootie Williams \| Do Nothin' till You Hear from Me Duke Ellington \| - \| \| 11. März 1944 – 17. März 1944 1 Woche (insgesamt 1) \| 1 \| Benny Goodman & his Orchestra feat. Charlie Christian \| Solo Flight[7] Charlie Christian, Benny Goodman, Jimmy Mundy \| - \| \| 18. März 1944 – 24. März 1944 1 Woche (insgesamt 8) \| 8 \| Duke Ellington & his Famous Orchestra, Trumpet Solo by Cootie Williams \| Do Nothin' till You Hear from Me Duke Ellington \| - \| \| 25. März 1944 – 31. März 1944 1 Woche (insgesamt 1) \| 1 \| The Ink Spots & Ella Fitzgerald \| Cow-Cow-Boogie (Cuma-Ti-Yi-Yi-Ay)[8] Don Raye, Gene De Paul, Benny Carter \| - \| \| 1. April 1944 – 14. April 1944 2 Wochen (insgesamt 2) \| 2 \| Duke Ellington & his Famous Orchestra \| Main Stem[9] Duke Ellington \| - \| \| 15. April 1944 – 21. April 1944 1 Woche (insgesamt 1) \| 1 \| Buddy Johnson & his Band, Vocal Chorus by Ella Johnson \| When My Man Comes Home[10] Buddy Johnson, J. Mayo Williams \| - \| \| 22. April 1944 – 28. April 1944 1 Woche (insgesamt 3) \| 3 \| Duke Ellington & his Famous Orchestra \| Main Stem Duke Ellington \| - \| \| 29. April 1944 – 5. Mai 1944 1 Woche (insgesamt 1) \| 1 \| The King Cole Trio \| Straighten Up and Fly Right[11] Nat King Cole, Irving Mills \| - \| \| 6. Mai 1944 – 12. Mai 1944 1 Woche (insgesamt 4) \| 4 \| Duke Ellington & his Famous Orchestra \| Main Stem Duke Ellington \| - \| \| 13. Mai 1944 – 14. Juli 1944 9 Wochen (insgesamt 10) \| 10 \| The King Cole Trio \| Straighten Up and Fly Right Nat King Cole, Irving Mills \| - \| \| 15. Juli 1944 – 18. August 1944 5 Wochen (insgesamt 5) \| 5 \| Louis Jordan & his Tympany Five \| G.I. Jive[12] Johnny Mercer \| - \| \| 19. August 1944 – 25. August 1944 1 Woche (insgesamt 1) \| 1 \| The Mills Brothers \| Till Then[13] Guy Wood, Eddie Seiler, Sol Marcus \| - \| \| 26. August 1944 – 1. September 1944 1 Woche (insgesamt 5) \| 5 \| Louis Jordan & his Tympany Five \| G.I. Jive Johnny Mercer \| - \| \| 2. September 1944 – 29. September 1944 4 Wochen (insgesamt 4) \| 4 \| Lionel Hampton & his Orchestra \| Hamp's Boogie Woogie[14] Lionel Hampton, Milt Buckner \| - \| \| 30. September 1944 – 6. Oktober 1944 1 Woche (insgesamt 1) \| 1 \| Benny Carter & his Orchestra, Vocal by Dick Gray \| I'm Lost[15] Otis René \| - \| \| 7. Oktober 1944 – 13. Oktober 1944 1 Woche (insgesamt 5) \| 5 \| Lionel Hampton & his Orchestra \| Hamp's Boogie Woogie Lionel Hampton, Milt Buckner \| - \| \| 14. Oktober 1944 – 20. Oktober 1944 1 Woche (insgesamt 2) \| 2 \| Benny Carter & his Orchestra, Vocal by Dick Gray \| I'm Lost Otis René \| - \| \| 21. Oktober 1944 – 17. November 1944 4 Wochen (insgesamt 4) \| 4 \| The King Cole Trio \| Gee, Baby, Ain't I Good To You[16] Don Redman, Andy Razaf \| - \| \| 18. November 1944 – 24. November 1944 1 Woche (insgesamt 1) \| 1 \| The Ink Spots & Ella Fitzgerald with Instrumental Accompaniment \| Into Each Life Some Rain Must Fall[17] Allan Roberts, Doris Fisher \| - \| \| 25. November 1944 – 1. Dezember 1944 1 Woche (insgesamt 6) \| 6 \| Lionel Hampton & his Orchestra \| Hamp's Boogie Woogie Lionel Hampton, Milt Buckner \| - \| \| 2. Dezember 1944 – 29. Dezember 1944 4 Wochen (insgesamt 5) \| 5 \| The Ink Spots & Ella Fitzgerald with Instrumental Accompaniment \| Into Each Life Some Rain Must Fall Allan Roberts, Doris Fisher \| - \| |                                           |                                                                        |                                                                                    | |
| ← 1943 |                                           |                                                                        |                                                                                    | → 1945 → |
| Zeitraum | Wo. ges.                                  | Interpret                                                              | Titel Autor(en)                                                                    | Zusätzliche Informationen |
| (Zeitraum, Wochen auf Platz eins, Interpret, Titel, Autor[en], zusätzliche Informationen) |                                           |                                                                        |                                                                                    | |
| 1. Januar 1944 – 7. Januar 1944 1 Woche (insgesamt 1) | 1                                         | Louis Jordan & his Tympany Five                                        | Ration Blues Louis Jordan, Antonio Cosey, Collenane Clark                          | - |
| 8. Januar 1944 – 14. Januar 1944 1 Woche (insgesamt 2) | 2                                         | Ella Mae Morse with Dick Walters & his Orchestra                       | Shoo-Shoo Baby (From the Universal Picture "Three Cheers for the Boys") Phil Moore | Version des Stückes aus der Universal-Produktion Follow the Boys (1944, Regie: A. Edward Sutherland), die im Original von The Andrews Sisters präsentiert wurde.                                                                         |
| 15. Januar 1944 – 21. Januar 1944 1 Woche (insgesamt 1) | 1                                         | Duke Ellington & his Famous Orchestra, Trumpet Solo by Cootie Williams | Do Nothin' till You Hear from Me Duke Ellington                                    | - |
| 22. Januar 1944 – 28. Januar 1944 1 Woche (insgesamt 1) | 1                                         | Johnny Mercer with Paul Weston & his Orchestra                         | G.I. Jive Johnny Mercer                                                            | Das Lied beschreibt den Tag des zum Militär angeworbenen Mannes in der Grundausbildung mit solchen Zeilen wie „Met a gal in calico, down in Santa Fe / Used to be her Sunday beau til I rode away. / Do I want her, do I want her love?“ |
| 29. Januar 1944 – 10. März 1944 6 Wochen (insgesamt 7) | 7                                         | Duke Ellington & his Famous Orchestra, Trumpet Solo by Cootie Williams | Do Nothin' till You Hear from Me Duke Ellington                                    | - |
| 11. März 1944 – 17. März 1944 1 Woche (insgesamt 1) | 1                                         | Benny Goodman & his Orchestra feat. Charlie Christian                  | Solo Flight Charlie Christian, Benny Goodman, Jimmy Mundy                          | - |
| 18. März 1944 – 24. März 1944 1 Woche (insgesamt 8) | 8                                         | Duke Ellington & his Famous Orchestra, Trumpet Solo by Cootie Williams | Do Nothin' till You Hear from Me Duke Ellington                                    | - |
| 25. März 1944 – 31. März 1944 1 Woche (insgesamt 1) | 1                                         | The Ink Spots & Ella Fitzgerald                                        | Cow-Cow-Boogie (Cuma-Ti-Yi-Yi-Ay) Don Raye, Gene De Paul, Benny Carter             | - |
| 1. April 1944 – 14. April 1944 2 Wochen (insgesamt 2) | 2                                         | Duke Ellington & his Famous Orchestra                                  | Main Stem Duke Ellington                                                           | - |
| 15. April 1944 – 21. April 1944 1 Woche (insgesamt 1) | 1                                         | Buddy Johnson & his Band, Vocal Chorus by Ella Johnson                 | When My Man Comes Home Buddy Johnson, J. Mayo Williams                             | - |
| 22. April 1944 – 28. April 1944 1 Woche (insgesamt 3) | 3                                         | Duke Ellington & his Famous Orchestra                                  | Main Stem Duke Ellington                                                           | - |
| 29. April 1944 – 5. Mai 1944 1 Woche (insgesamt 1) | 1                                         | The King Cole Trio                                                     | Straighten Up and Fly Right Nat King Cole, Irving Mills                            | - |
| 6. Mai 1944 – 12. Mai 1944 1 Woche (insgesamt 4) | 4                                         | Duke Ellington & his Famous Orchestra                                  | Main Stem Duke Ellington                                                           | - |
| 13. Mai 1944 – 14. Juli 1944 9 Wochen (insgesamt 10) | 10                                        | The King Cole Trio                                                     | Straighten Up and Fly Right Nat King Cole, Irving Mills                            | - |
| 15. Juli 1944 – 18. August 1944 5 Wochen (insgesamt 5) | 5                                         | Louis Jordan & his Tympany Five                                        | G.I. Jive Johnny Mercer                                                            | - |
| 19. August 1944 – 25. August 1944 1 Woche (insgesamt 1) | 1                                         | The Mills Brothers                                                     | Till Then Guy Wood, Eddie Seiler, Sol Marcus                                       | - |
| 26. August 1944 – 1. September 1944 1 Woche (insgesamt 5) | 5                                         | Louis Jordan & his Tympany Five                                        | G.I. Jive Johnny Mercer                                                            | - |
| 2. September 1944 – 29. September 1944 4 Wochen (insgesamt 4) | 4                                         | Lionel Hampton & his Orchestra                                         | Hamp's Boogie Woogie Lionel Hampton, Milt Buckner                                  | - |
| 30. September 1944 – 6. Oktober 1944 1 Woche (insgesamt 1) | 1                                         | Benny Carter & his Orchestra, Vocal by Dick Gray                       | I'm Lost Otis René                                                                 | - |
| 7. Oktober 1944 – 13. Oktober 1944 1 Woche (insgesamt 5) | 5                                         | Lionel Hampton & his Orchestra                                         | Hamp's Boogie Woogie Lionel Hampton, Milt Buckner                                  | - |
| 14. Oktober 1944 – 20. Oktober 1944 1 Woche (insgesamt 2) | 2                                         | Benny Carter & his Orchestra, Vocal by Dick Gray                       | I'm Lost Otis René                                                                 | - |
| 21. Oktober 1944 – 17. November 1944 4 Wochen (insgesamt 4) | 4                                         | The King Cole Trio                                                     | Gee, Baby, Ain't I Good To You Don Redman, Andy Razaf                              | - |
| 18. November 1944 – 24. November 1944 1 Woche (insgesamt 1) | 1                                         | The Ink Spots & Ella Fitzgerald with Instrumental Accompaniment        | Into Each Life Some Rain Must Fall Allan Roberts, Doris Fisher                     | - |
| 25. November 1944 – 1. Dezember 1944 1 Woche (insgesamt 6) | 6                                         | Lionel Hampton & his Orchestra                                         | Hamp's Boogie Woogie Lionel Hampton, Milt Buckner                                  | - |
| 2. Dezember 1944 – 29. Dezember 1944 4 Wochen (insgesamt 5) | 5                                         | The Ink Spots & Ella Fitzgerald with Instrumental Accompaniment        | Into Each Life Some Rain Must Fall Allan Roberts, Doris Fisher                     | - |